# Alte Kathedrale von Salamanca

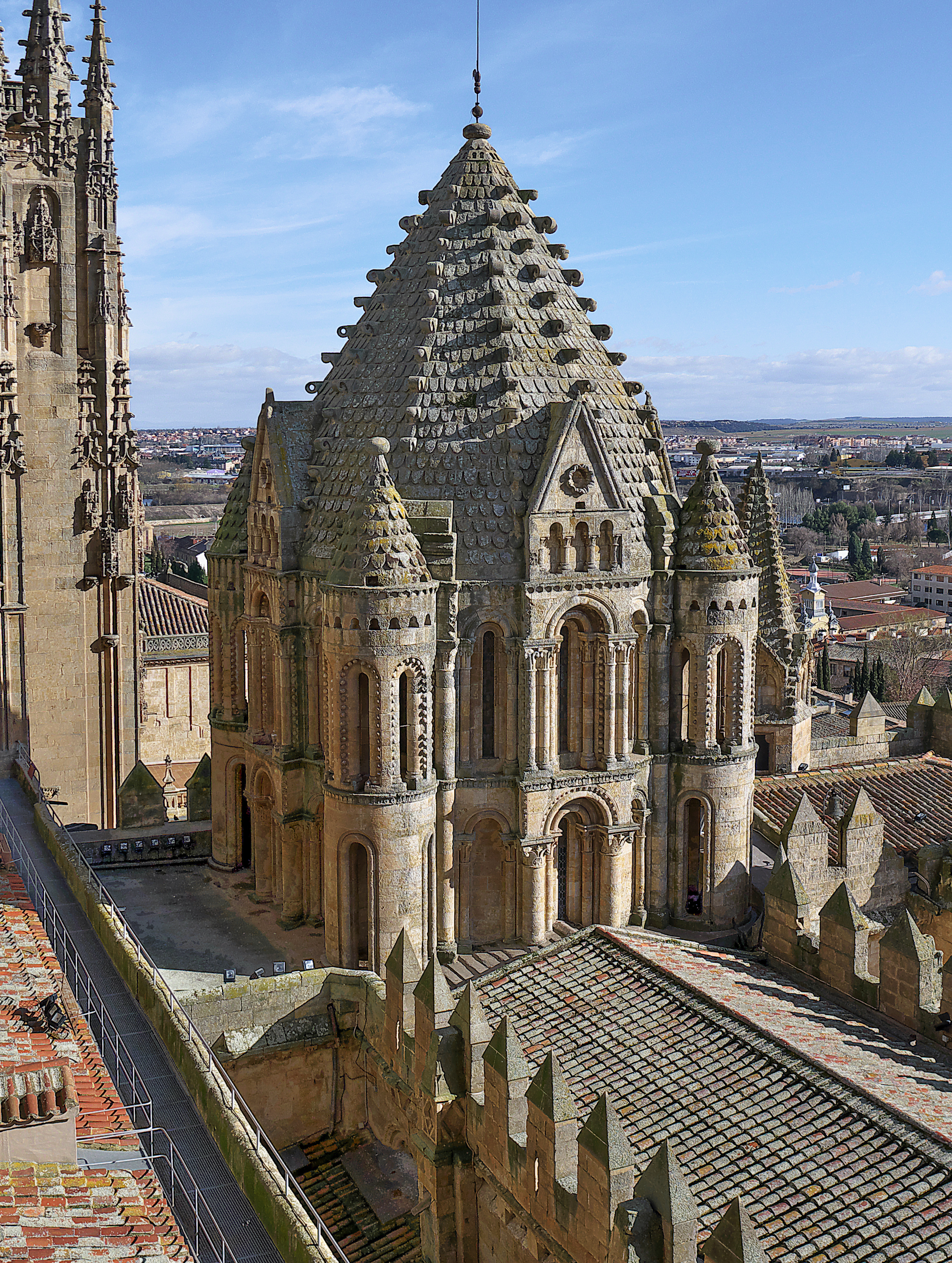
Alte Kathedrale von Salamanca, Vierungsturm und Langhaus; links Seitenschiff und Südquerhaus der neuen Kathedrale

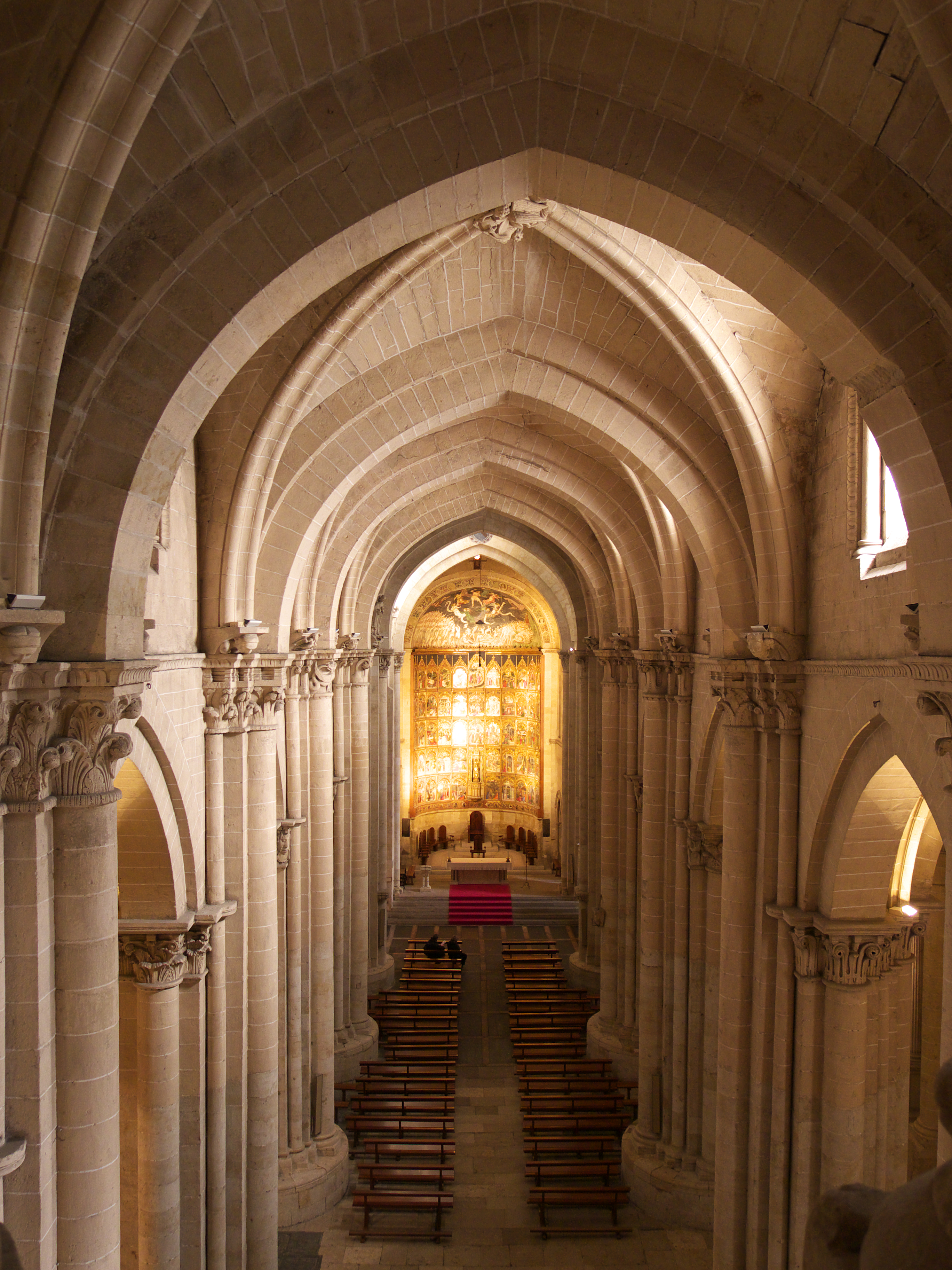
Inneres nach Osten

Die alte Kathedrale von Salamanca (Catedral Vieja de Santa María del Asedio) im Zentrum Spaniens ist zusammen mit der angrenzenden größeren neuen Kathedrale die Bischofskirche des römisch-katholischen Bistums Salamanca. Die romanisch-frühgotische Basilika erhielt 1854 den Rang einer Basilica minor. Seit 1988 ist sie Teil der UNESCO-Welterbestätte Altstadt von Salamanca.

## Geschichte
Das Bistum Salamanca leitet seine Tradition aus frühchristlicher Zeit her. Über die römische, westgotische und maurische Periode fehlen jedoch verlässliche Zeugnisse. Ob die heutige Kathedrale einen mozarabischen Vorgängerbau hatte, ist unsicher.
Im Zuge der Reconquista wurde das Bistum im Jahr 1102 wiederhergestellt. Um 1150 begann der Bau der heutigen alten Kathedrale, 1162 der des Kreuzgangs. Die Arbeiten zogen sich bis weit ins 13. Jahrhundert hin. 1174 wurde die Domschule gegründet, aus der 1218 die Universität Salamanca hervorging. Der Bau der mehr als doppelt so großen neuen Kathedrale nördlich neben der alten begann 1513 und dauerte bis 1733.

## Architektur
Die Kirche ist eine kreuzförmige Basilika. Das Langhaus ist 52 m lang und im Mittelschiff 16,70 m hoch. Alle drei Schiffe schließen mit halbrunden Apsiden. Der linke Querhausarm wurde beim Bau der neuen Kathedrale abgeschnitten. Markantester Gebäudeteil ist der oktogonale Vierungsturm (Torre del Gallo) mit je vier Ziergiebeln und Ziertürmen. Er ist außen und innen reich mit spätromanischen Figuren und Kapitellen dekoriert. Die Gewölbe des Langhauses zeigen den Übergang zur Gotik. Das Hauptportal, von dessen Figurenreichtum nur Teile erhalten sind, wird von einer Verkündigungsgruppe flankiert.
Der Westbau der Kathedrale ist doppeltürmig angelegt und ursprünglich auch als Wehranlage konzipiert. Der Südturm wurde nur bis zur Höhe des Mittelschiffs ausgeführt. Der mächtige Nordturm mit den Glocken, der zur alten wie zur neuen Kathedrale gehört, erhielt seine heutige barock-klassizistische Gestalt erst im 18. Jahrhundert nach einem Brand und dem Erdbeben von Lissabon 1755.

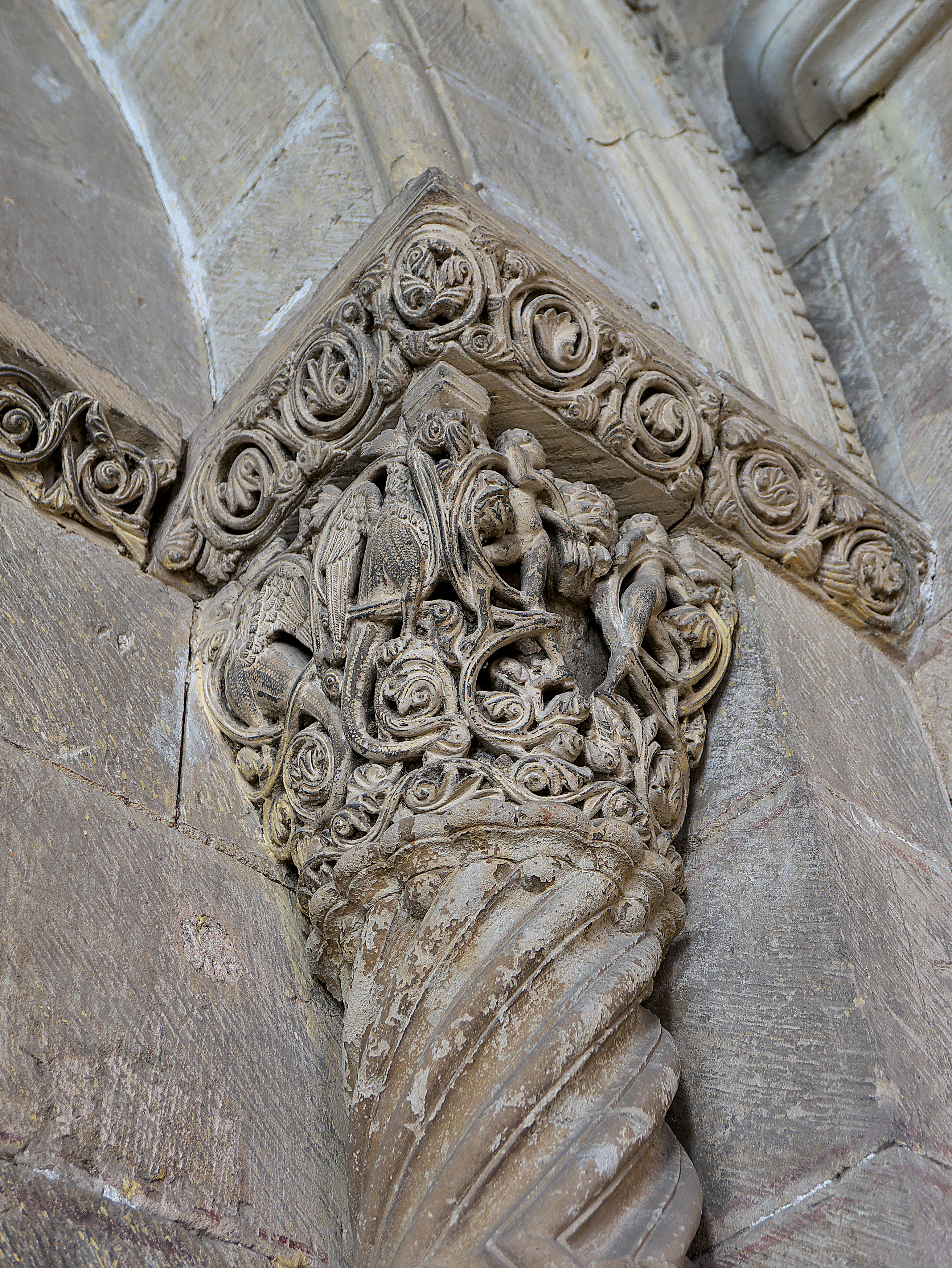
Kapitell (1164–1185) mit Blattmaske zwischen zwei nackten Figuren

Auch der Kreuzgang, ursprünglich maurisch beeinflusst, wurde nach Zerstörungen beim Erdbeben von Lissabon in klassizistischen Formen wiederhergestellt und um ein Geschoss erhöht.

## Ausstattung
Im Inneren ist die gotische Wandbemalung großteils erhalten. Sie zählt zu den hervorragendsten ihrer Art in Europa. Auch die Altäre und Bilder der zahlreichen Kapellen aus verschiedenen Epochen sind von höchster Qualität.